# Mittlerer Spiegelkogel
De Mittlere Spiegelkogel is een 3311 meter (volgens andere bronnen 3310 meter) hoge berg in de Ötztaler Alpen in het Oostenrijkse Tirol. De berg is gelegen in de Ramolkam (Schnalskam), die tot de hoofdkam van de Ötztaler Alpen wordt gerekend.
De Mittlere Spiegelkogel ligt precies tussen de Vordere (3087 meter) en de Hintere Spiegelkogel (3424 meter) in, ongeveer zeven kilometer ten zuidwesten van Obergurgl in het Gurgler Tal. Op de noordoostflank van de berg is de Spiegelferner gelegen.
Beklimming van de Mittlere Spiegelkogel begint meestal bij het Ramolhaus, dat vanaf de berg gezien achter de Hintere Spiegelkogel gelegen is.